# Ionotus
Ionotus is een geslacht van vlinders uit de familie van de prachtvlinders (Riodinidae), onderfamilie Riodininae.
Ionotus werd in 2005 voor het eerst wetenschappelijk beschreven door Hall.

## Soort
Ionotus omvat de volgende soort:
- Ionotus alector (Geyer, 1837)